# Op art
Op art (eng. za „optička umjetnost”) jest umjetnički pravac koji je nastao i razvijao se krajem 50-ih i početkom 60-ih godina 20. stoljeća.

## Povijest
Op art se razvio na tragu konstruktivističkih istraživanja Bauhausa iz 1930-ih (Josef Albers). Naziv je prvi put korišten 1964. godine u časopisu Time, tijekom pripremama za izložbu The Responsive Eye („Prijemčivo oko”) u Muzeju moderne umjetnosti u New Yorku, a koju je osmislio William C. Seitz, kao izvedenica od drugog pravca u suvremenoj umjetnosti, pop arta. Na izložbi su sudjelovali svi veliki slikari tog stila; Frank Stella, Ellsworth Kelly, Alexander Liberman, Victor Vasarely, Richard Anuszkiewicz i Bridget Riley.
Već znatno ranije pojavila su se djela koja su bila u duhu op-arta, tako je mađarski slikar Victor Vasarely naslikao sliku Zebre (1938.), na kojoj su bile samo crne karakteristične pruge bez ičeg drugog. Na tragu op-arta bila su i djela John McHalea izložena na izložbi To je jučer (1956.) i njegova serija Pandora iz 1962. god. Slikar Arnold Alfred Schmidt izložio je 1960-ih svoje velike op-art crno bijele slike u galerijima New Yorka. Za razvoj op-arta kao stila bile su značajne i zagrebačke Nove tendencije, osobito prve dvije izložbe 1961. i 1963. god. na kojem su izlagali brojni op-art slikari.

## Odlike
Autori djela op-arta koriste poznavanje geometrije i optike. Trude se da pomoću vrlo često samo crno bjelih geometrijskih obrazaca i plošnih formi dosegnu optičke iluzije i utisak pokreta ili nestabilnosti u svojim djelima. U svim umjetnostima koje su se javile tijekom duge povijesti, pa čak i u prapovijesti, prisutna je neka vrsta optičke iluzije, u nekome smislu, a novost u njenoj primjeni u op artu je u tome što ona koristi optičku iluziju u svim mogućim pravcima. Op art slike daju iluziju kretanja, kad ih gledatelj dulje promatra, pojavljuju se skrivene slike, treperenje i vibracije uzoraka, ponekad mogu izazvati i bol u oku.

## Veliki umjetnici op arta
- Getulio Alviani
- Bridget Riley
- Carlos Cruz-Díez
- Günther Uecker
- Jesús Rafael Soto
- John McHale
- Julian Stanczak
- Julio Le Parc
- Richard Allen
- Richard Anuszkiewicz
- Tony DeLap
- Victor Vasarely
- Yaacov Agam
- Youri Messen-Jaschin
- Josef Albers
- Günter Fruhtrunk
- Ludwig Wilding

## Vanjske poveznice
- Opartica - Online Op Art Tool (engl.)
- Op Art na portalu Artcyclopedia (engl.)